# Monéteau
Monéteau ist eine französische Gemeinde mit 4.113 Einwohnern (Stand: 1. Januar 2022) im Département Yonne in der Region Bourgogne-Franche-Comté; sie gehört zum Arrondissement Auxerre und zum Kanton Auxerre-2. Die Einwohner werden Monestésien(ne)s genannt.

## Geographie
Monéteau liegt am Fluss Yonne an der Mündung des Baulche. Im östlichen Gemeindegebiet verläuft sein späterer Zufluss Sinotte. Umgeben wird Monéteau von den Nachbargemeinden Gurgy im Norden, Héry im Nordosten, Villeneuve-Saint-Salves im Osten, Auxerre im Süden, Perrigny im Westen und Appoigny im Nordwesten.

## Bevölkerungsentwicklung
| Jahr      | 1962 | 1968 | 1975 | 1982 | 1990 | 1999 | 2006 | 2011 | 2018 | 2020 |
| Einwohner | 1364 | 1734 | 2869 | 3821 | 4239 | 4226 | 3898 | 3909 | 4127 | 4110 |

## Verkehr
Durch die Gemeinde führt die Autoroute A6. Die Route nationale 6 begrenzt die Gemeinde im Westen, die Route nationale 77 im Südosten. Der Bahnhof Monéteau-Gurgy liegt an der Bahnstrecke Laroche-Migennes–Cosne und wird von Zügen des TER Bourgogne-Franche-Comté bedient.

## Sehenswürdigkeiten
- Archäologische Ausgrabungsstätte Sur Macherin
- Kirche Saint-Cyr-et-Sainte-Julitte
- Brücke über die Baulche aus dem 18. Jahrhundert, Monument historique

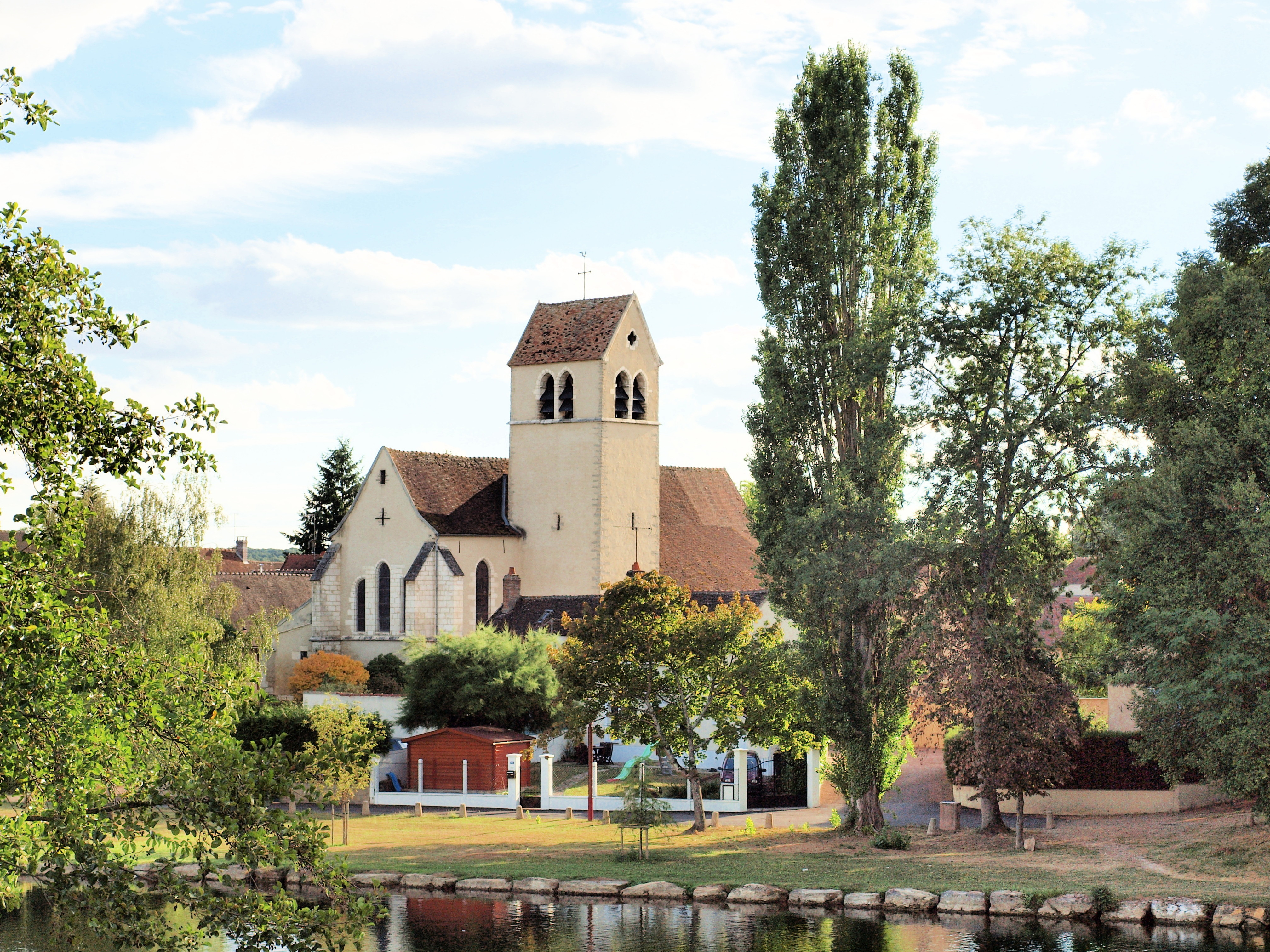
Kirche Saint-Cyr-et-Sainte-Julitte

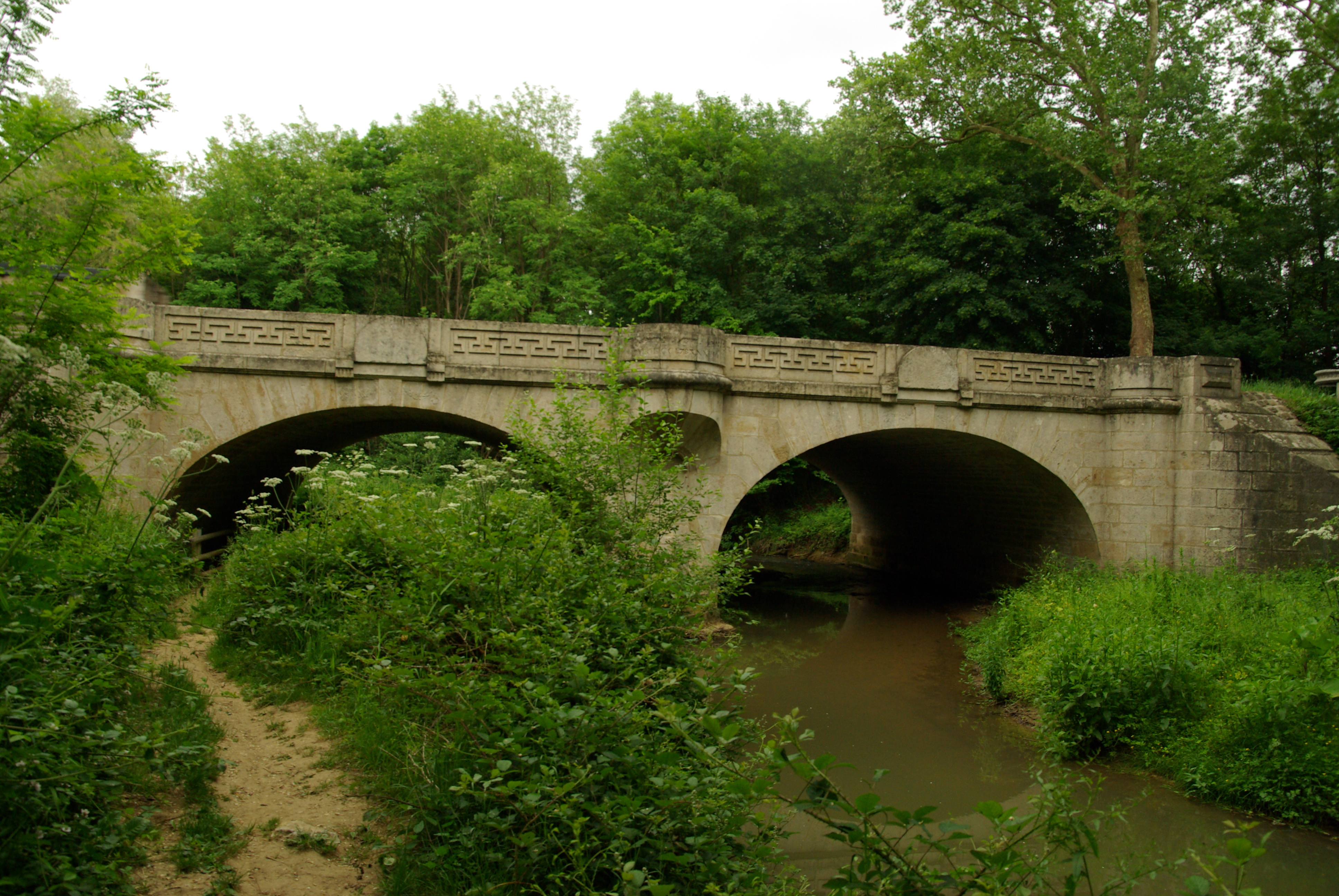
Baulche-Brücke

- Schloss Colbert
- Steinbrücke der Route national 6
- Villa Montmorency
- Schleuse und Wehr der Yonne

## Gemeindepartnerschaften
Mit der deutschen Gemeinde Föhren in Rheinland-Pfalz besteht eine Partnerschaft.